# Škrip
Škrip – wieś w Chorwacji, w żupanii splicko-dalmatyńskiej, w mieście Supetar. Leży na wyspie Brač. W 2011 roku liczyła 172 mieszkańców.

## Charakterystyka
Jest najstarszą miejscowością na wyspie i celem wycieczek z Supetaru. W jednym ze starych domów  (Pałac Radojković) zlokalizowano Muzeum Wyspy Brač. Ponadto do atrakcji turystycznych miejscowości należą: kościół św. Heleny, kościół Świętego Ducha i pałac rodziny Cerinić. Początkowy rozwój miejscowości był uwarunkowany położeniem z daleka od brzegów wyspy, narażonych na ataki piratów. Głównym zajęciem tutejszej ludności było rolnictwo, stopniowo wypierane przez usługi turystyczne.